# Pöide (gemeente)
Pöide (Estisch: Pöide vald) is een voormalige gemeente in de Estlandse provincie Saaremaa. De gemeente telde 852 inwoners (1 januari 2017) en had een oppervlakte van 128,4 km². Pöide werd in oktober 2017 bij de fusiegemeente Saaremaa gevoegd.

## Indeling
De gemeente Pöide lag in het oosten van het eiland Saaremaa. Behalve de hoofdplaats Tornimäe omvatte de landgemeente de dorpen Ardla, Are, Iruste, Kahutsi, Kakuna, Kanissaare, Kärneri, Keskvere, Koigi, Kõrkvere, Kübassaare, Leisi, Levala, Metsara, Mui, Muraja, Neemi, Nenu, Oti, Pöide, Puka, Reina, Sundimetsa, Talila, Ula, Unguma, Uuemõisa, Välta en Veere.

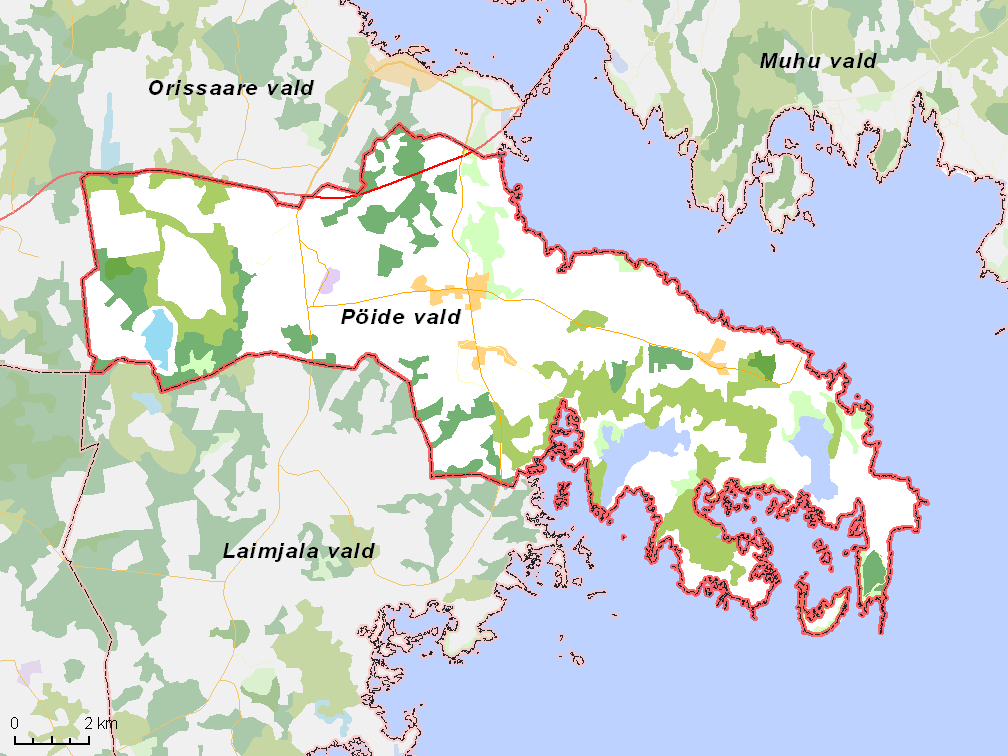
De gemeente met omliggende gemeenten, situatie begin 2017